# Falafel
A falafel (arabul: فلافل) hagyományosan csicseriborsóból készülő golyó vagy fasírt. A Közel-Keletről ered, a halal étkezés fontos része. Mára az egész világon elterjedt, különösen a vegetáriánus és makrobiotikus étrendek követői között. Része az utcai ételárusítás kultúrájának, illetve egyre több gyorsétteremlánc kínálatában is szerepel. Általában hummusszal és zöldségekkel szolgálják fel pitában, de gyakran készítenek belőle szendvicseket is, illetve más köret mellé is sokan fogyasztják.

## Eredete
Általános nézet szerint a falafelt először Egyiptomban készítettek, ahol ma is طعمية (ta'amiya) néven ismerik. Ugyanakkor Izraelben is az egyik nemzeti ételnek tartják, a vallási böjtök miatt. A böjtök idején az egyiptomi koptok a húsételek helyettesítésére használták a lóbabból készült ételt, a vegetáriánus étrendben pedig ma is komoly szerepe van.

## Összetevői és elkészítése
A fő összetevő általában a csicseriborsó, de előfordul, hogy sárgaborsót, szójababot, lóbabot vagy ezek keverékét használják. A csicseriborsót nem főzik ki, hanem hosszú időre beáztatják. Hagymával és fokhagymával együtt ledarálják, golyókat formáznak belőle, majd bő olajban kisütik. Zöldségekkel szolgálják fel, általában pitában. Fűszerezéséhez előszeretettel használnak római köményt és koriandert.

## Lásd még
- Falafel recept a Wikikönyvekben
- Hogyan készítsünk falafelt? (recept)[halott link]